# Cultuurflamingantisme
Cultuurflamingantisme is een stroming binnen de Vlaamse Beweging die zich tot doel stelt de Vlaamse cultuur uit te dragen, te bevorderen en beschermen, echter zonder hier rechtstreeks politieke gevolgen aan te verbinden. Hoewel veel cultuurflaminganten ook sociaal-economische en staatkundige hervormingen wenselijk achten primeert bij hen het culturele aspect van de Vlaamse ontvoogding. Vertegenwoordigers van het cultuurflamingantisme zijn het Davidsfonds, het Willemsfonds en het Vermeylenfonds. 
Men kan stellen dat tot de Eerste Wereldoorlog de Vlaamse Beweging grotendeels cultuurflamingantisch was. Met de opkomst van de Frontbeweging en het Activisme kwam de nadruk meer te liggen op de politiek.